# 桃原一夢
桃原 一夢（とうばる いつむ、1990年10月18日 - ）は創作太鼓集団 琉風 代表/取締役兼演出家である2011年9月からは OWC設立(イベント事業)2019年1月(建築事業(塗装工))を事業増設沖縄県出身。血液型はB型。
| スタブアイコン | サブスタブ | この項目は、まだ閲覧者の調べものの参照としては役立たない、人物に関連した書きかけの項目です。この項目を加筆・訂正などしてくださる協力者を求めています（P:人物伝/PJ:人物伝）。 |

《専門/能力》
舞台演出家、音楽編集 操作、照明デザイン、古武道・棒術・旗・創作舞踊をエイサーと融合させるスタイルを持つ沖縄民俗芸能振付家。
《経歴》
出身、沖縄。
⚫︎齢二歳で森島富美加バレエ＆ジャズダンス教室にてバレエを始め五歳で既にダンサーとして初舞台を踏み、その後発表会、コンクール、数々のフェスティバル、公演に出演し経験を積む。
⚫︎十歳で 演出 柳下規夫 作「コッペリア」公演に特別出演
⚫︎十一歳で創作太鼓衆「美らさ（ちゅらさ）」に入団し、チャリティー公演を含む多数のイベントに主要メンバーとして参加する。
⚫︎十八歳（２００９年）で「美らさ」の兄弟団体に当たる創作太鼓集団「琉風（りゅうかじ）」を設立し、自ら団長となる。

《「琉風」の活動として》
県内では、２０１１年より創作エイサーコンテストに毎年出場し、２０１３年には準グランプリを受賞。
世界エイサー大会に出場
読売巨人軍 ２０１２年 日本一セレモニー 出演
沖縄国際映画祭２０１３以降 毎年度出演等がある。 
沖縄国際映画祭のなは実行委員でもある。
また、沖縄でのオリオンビアフェストin宮古では DJ KOTNA(作曲 長谷川晃一郎)
2014年には HKT48 沖縄公演で「恋するフォーチュンクッキー」でエイサーコラボを果たす。(2015.10.14 DVD発売)
また県外でも、大阪、関東各都市（東京・埼玉・神奈川・千葉・山梨・静岡）でツアーをこなし、
さらに海外では中国（香港、台湾、北京、上海）、韓国へ沖縄県代表として沖縄コンベンションビューローから派遣されるなど、精力的な活動を続けている。
韓国では「釜山国際観光展2013・2014」に参加し、「最優秀栄誉賞」を2年連続受賞する。
2016年 BEGIN、きいやま商店、キャンキャン ゆっきー 「かりゆしの夜」で共演を果たす。
現在、年間５０回以上のイベント出演を誇る集団として沖縄でも人気を誇る。

⚫︎二十四歳からは舞台演出を主に幅を広げ、沖縄国際映画祭実行委員、JIMOT CM監督、映画出演など様々な活動に幅を広げる。
主な出演映画　監督：李 相日『怒り』刑事役　監督：朝原 雄三『My Korean Teacher』監督：江口 カン『オキナワノコワイハナシ2016』監督：ゴリ『沖縄を変えた男』監督：吉川 一義『100の資格を持つ女（12）』監督：牧野 裕二『クジラの島の忘れもの』

⚫︎二十六歳には拠点を沖縄から東京へと移し、沖縄との仕事を掛け持つ。
２０１７年 2月OSFS主催 沖縄エンターテイメント衆 結心 の総合演出に務める。